# Trichopteridium gracile
Trichopteridium gracile là một loài côn trùng trong họ Incertae Sedis (Trichoptera) thuộc bộ Trichoptera. Loài này được Geinitz miêu tả năm 1880.